# Cimbaeth mac Finntan
Cimbaeth lub Ciombaeth – legendarny zwierzchni król Irlandii i król Ulaidu z dynastii Milezjan (linia Íra, syna Mileda) w latach 347-340 p.n.e. Syn Finntana, syna Airgetmara, zwierzchniego króla Irlandii. 
Informacje o nim czerpiemy ze średniowiecznych źródeł. Księga najazdów Irlandii („Lebor Gabála Érenn”), podała, że był on pierwszym królem Ulaidu, rządzącym ze stolicy Emain Macha. Roczniki Czterech Mistrzów, inne źródło, zanotowały, że Cimbaeth miał zawrzeć porozumienie ze swymi dwoma kuzynami, Aedem I Ruadem i Dithorbą, dotyczące siedmioletniej rotacji władzy między nimi. Pierwszy siedmioletni okres panowania rozpoczął Aed I Ruad, drugi Dithorba, zaś trzeci Cimbaeth. Każdy z nich w sumie panował trzy razy. W czasie trzeciego siedmioletniego okresu rządów Cimbaetha, Macha Mongruad („Rudowłosa”), zażądała dla siebie tronu w miejsce zmarłego ojca Aeda I Ruada. Ci nie zgodzili się na to, twierdząc, że nie przekażą władzy kobiecie. Doszło wówczas między nimi do bitwy. Macha pokonała Cimbaetha, a wygoniła Dithorbę z jego synami, do Connachtu, gdzie zginął w Corann. Następnie wzięła ślub z Cimbaethem oraz przekazała mu zwierzchni tron. Synowie Dithorby zażądali dla siebie praw do tronu. Władczyni powiedziała im, że się nie poda do dymisji, bowiem zdobyła tron na polu walki. Doszło między nimi do bitwy, z której zwycięsko wyszła Macha. Synowie Dithorby zostali wygnani na odludzie w Connachcie. Macha postanowiła wyruszyć sama do Connachtu, by się z nimi rozprawić. Macha, pod postacią trędowatej kobiety, odkryła ich w Bairinn. Podstępem związała każdego z nich siłą, po czym razem zawiązanych przewiozła do Ulaidu. Tam, jako niewolnicy, zbudowali jej Fortecę (Emain Macha), który został głównym miastem Ulaidu. Cimbaeth, po siedmiu latach rządów, zmarł na plagę w Emain Macha. Po jego śmierci, Macha Mongruad stała się jedyną zwierzchnią królową Irlandii i królową Ulaidu. Cimbaeth wraz z żoną, nie mając własnych dzieci, wychowali Ugaine’a Mora, wnuka arcykróla Duacha II Ladgracha, jako swego przybranego syna.